# Emenda constitucional

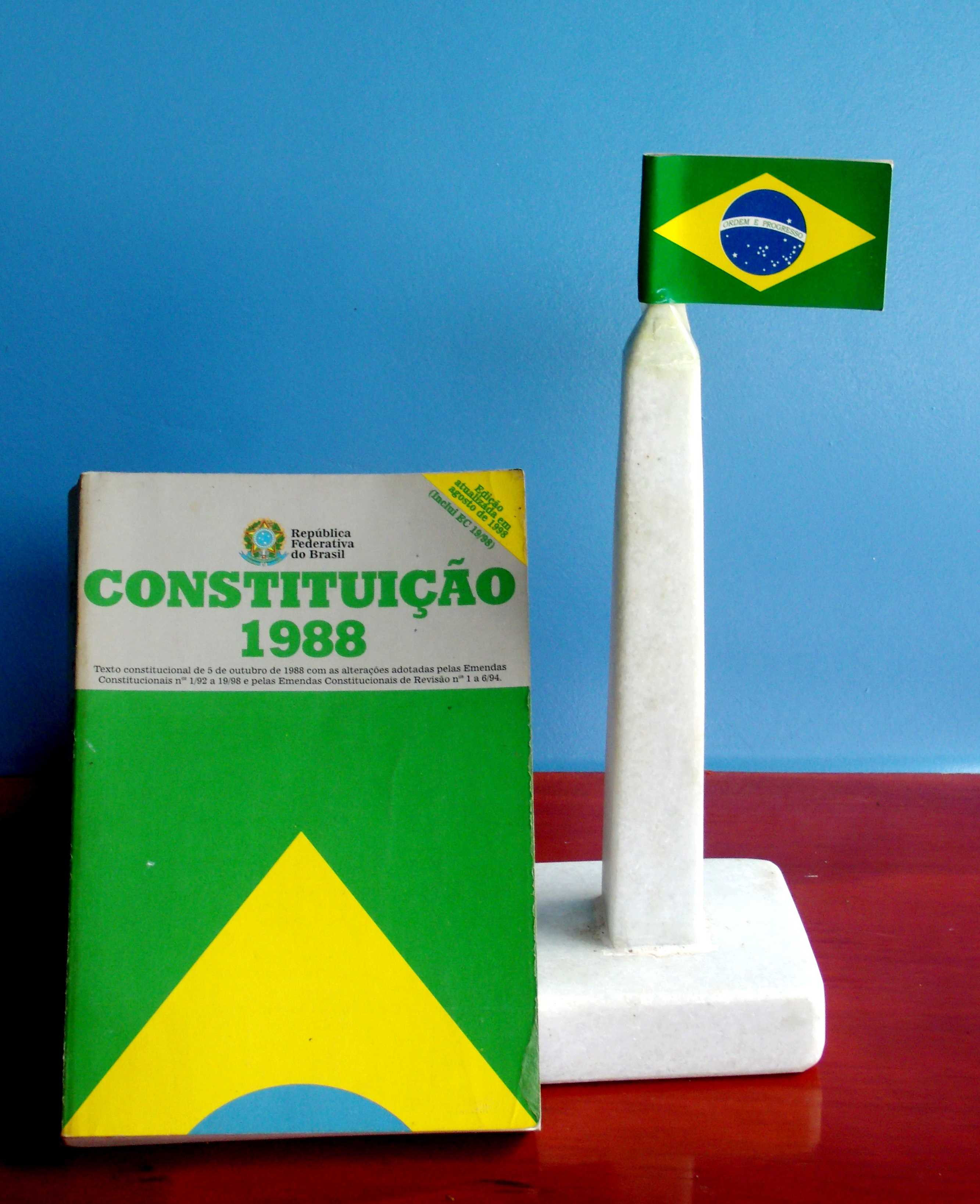
A Constituição Federal do Brasil de 1988 já passou por diversas emendas constitucionais.

Uma emenda constitucional é uma modificação da constituição de um Estado, resultando em mudanças pontuais do texto constitucional, as quais são restritas a determinadas matérias, não podendo ter, como objeto, a abolição ou modificação das chamadas cláusulas pétreas.
No mundo moderno, o mecanismo de emenda constitucional foi explicitamente criado pela Constituição da Pensilvânia de 1776, mas foi consagrada como uma inovação da Constituição dos Estados Unidos, aprovada em 17 de setembro de 1787, em vigor desde 21 de junho de 1788, sendo posteriormente adaptada por muitos outros países.
É relevante destacar que até então, os processos de mudança constitucional eram geralmente marcados por violência e grandes mudanças políticas, muitas vezes ocorrendo em meio a revoluções e guerras civis entre os que pretendiam mudar uma constituição e os que queriam mantê-la. Assim, a primeira vantagem da Emenda Constitucional seria a de permitir mudanças institucionais dentro dos trâmites legais e mantendo a ordem legal. Outra vantagem é o fato de que a Emenda Constitucional pode mudar apenas um parágrafo, tópico ou tema da Constituição, sem a necessidade de se convocar uma nova Constituinte.
A aprovação de uma emenda geralmente passa por exigências superiores às necessárias para a aprovação de uma lei ordinária, com mecanismos que vão da ampla maioria (três quintos no mínimo) no parlamento (Câmara alta e na baixa, no caso de parlamento bicameral) até a aprovação da mudança nos Estados (quando se tratar de uma federação). Em alguns casos, passa pela revisão do Poder Judiciário (Suprema Corte ou Supremo Tribunal de Justiça) ou por consulta popular plebiscito ou referendo.

## Emenda constitucional no Brasil

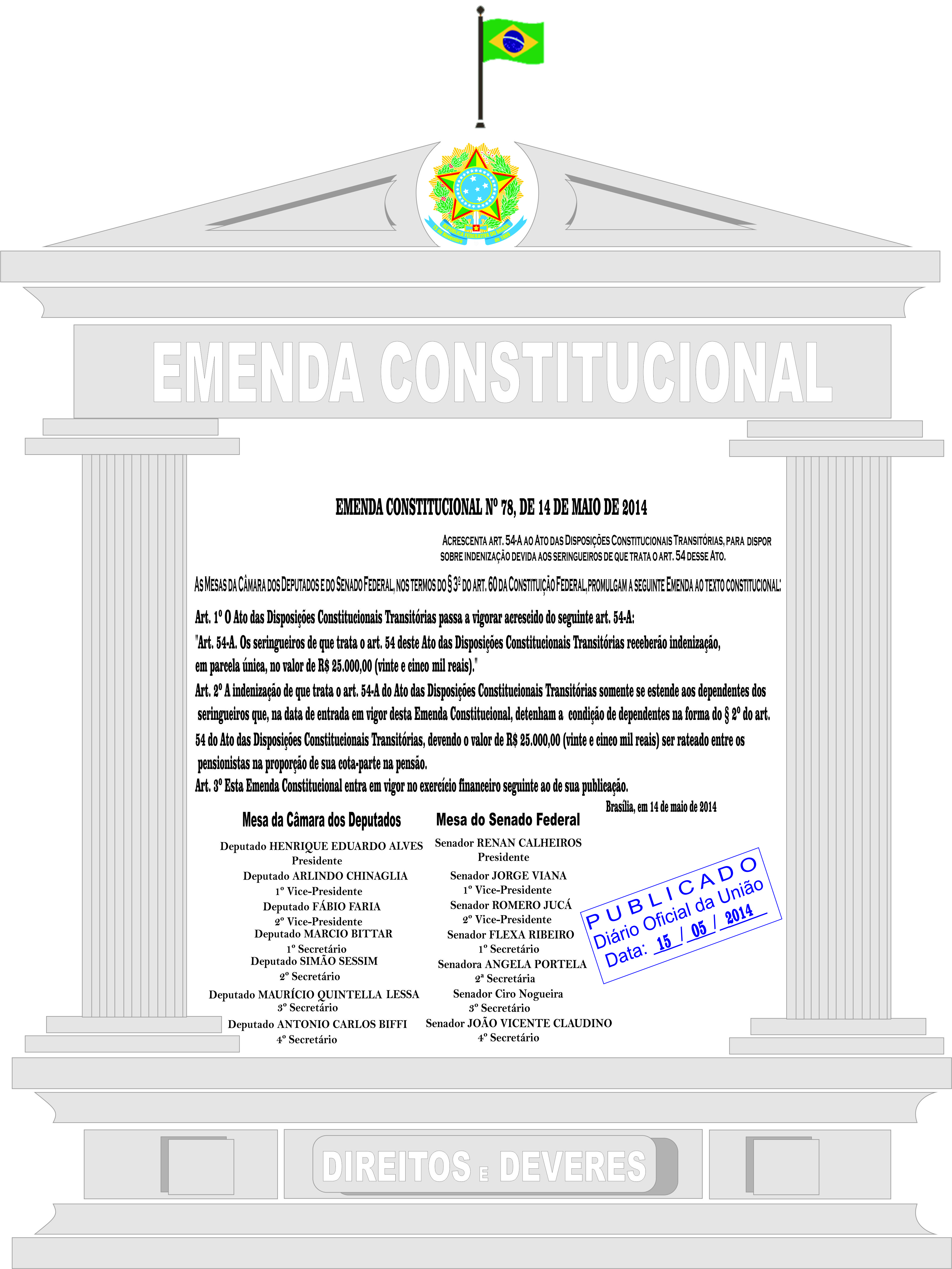
Emenda Constitucional nº 78, de 14 de maio de 2014.

A Constituição da República Federativa prevê diferentes mecanismos para que seja realizada a sua alteração formal, de modo que ela possa desenvolver-se junto com a sociedade brasileira. São admitidas pela dogmática constitucional nacional duas formas de alteração constitucional: a formal, posta em prática por meio de emendas e revisões constitucionais, e a informal, desenvolvida pela via interpretativa da mutação constitucional. 
Para Virgílio Afonso da Silva, há pelo menos, três formas de manifestação do poder constituinte, sendo uma delas a do poder constituinte derivado reformador, o qual assume “a feição de uma competência, já que juridicamente vinculado às normas de competência, organização e procedimento ditas pelo primeiro (a potência)”, qual seja, pelo poder constituinte originário. Dessa forma, para o autor, a capacidade de reformar-se a Constituição, após sua promulgação e entrada em vigor, segue presente, ainda que de forma limitada, para que a atualização do texto constitucional independa da atuação circunstancial dos órgãos legislativos instituídos e limitados pelo poder constituinte originário. 
Prevista no Direito Constitucional brasileiro como um meio de alteração formal da Constituição de 1988, conforme o disposto no art. 60 da Constituição da República, a Emenda Constitucional (EC) tem a capacidade de produzir novas normas constitucionais decorrentes do poder constituinte reformador por meio do acréscimo, modificação ou supressão das normas constitucionais formuladas pelo poder constituinte originário. Durante sua tramitação no âmbito Congressual, a EC inicia-se como uma Proposta de Emenda à Constituição (PEC). Caso todo o procedimento seja corretamente observado, haja vista a complexidade de alteração de uma Constituição rígida, a Emenda Constitucional incorporar-se-á ao texto originário, gozando, a partir de então, da mesma força normativa das demais normas constitucionais.
Quanto a modalidade de alteração informal da Constituição, cabe destacar o fenômeno da mutação constitucional, a qual, conforme Uadi Lammêgo Bulos, caracteriza-se como um “processo informal de mudança da Constituição, por meio do qual são atribuídos novos sentidos, conteúdos até então não ressaltados à letra da Constituição, quer através da interpretação, em suas diversas modalidades e métodos, quer por intermédio da construção, bem como dos usos e costumes constitucionais”. Não obstante a ausência de menção expressa dessa modalidade no texto constitucional, o STF já teve a oportunidade de alterar, informalmente, a Constituição em algumas ocasiões por meio da adoção expressa da tese da mutação constitucional.

### Histórico
No Brasil, o regramento sobre as Emendas Constitucionais se deu de forma circunstancial, seguindo o contexto político referente à edição de cada uma das Constituições nacionais. Em 1824, por exemplo, a Constituição do Império regulamentou o procedimento de reforma constitucional em seus arts. 174 a 178, não sendo feita referência aos termos “revisão” ou “emenda”, mesmo sendo considerada uma constituída semirrígida pela literatura especializada, uma vez que havia a estipulação de quóruns diferenciados para a alteração de capítulos constitucionais específicos (Poderes Políticos e Direitos políticos e individuais dos cidadãos). 
A primeira Constituição brasileira republicana, a de 1891, autorizava a reforma constitucional em seu art. 90, desde que proposta pelo Congresso Nacional ou por ⅔ das Assembleias Legislativas. A reforma constitucional era considerada aprovada após o voto de ⅔ de cada casa congressual, após três turnos de votação. 
A Constituição de 1934 foi a primeira a prever, expressamente, a possibilidade de revisão e emendas constitucionais, além de estabelecer os requisitos distintos para cada uma das modalidades de alteração formal da Constituição, conforme o disposto em seu art. 178. Regramento que foi replicado, com poucas alterações, pelas Constituições de 1937, 1946 e 1967. 
Quanto à atual Constituição da República de 1988, é traçada a distinção entre as possibilidades de reforma constitucional formal, a saber: a revisão (art. 3º do ADCT) e a emenda (arts. 59 e 60):
A Proposta de Emenda Constitucional (PEC) é matéria sujeita a tramitação especial na Câmara dos Deputados e deve ser apresentada pelo Presidente da República, por um terço, no mínimo, dos membros da Câmara dos Deputados ou do Senado Federal ou por mais da metade das assembleias legislativas das unidades da Federação, aonde cada uma delas deverá manifestar-se pela maioria relativa de seus membros. Seu trâmite tem início quando ela é despachada pelo Presidente do Legislativo para a Comissão de Constituição, Justiça e Cidadania que tem o prazo de cinco sessões legislativas para a devolução da proposta à Mesa da Câmara com o respectivo parecer sobre a admissibilidade da mesma.
A Constituição brasileira de 1988 previu, no seu art. 59, I, a possibilidade de emendas a ela. Esse poder é dado ao Congresso Nacional e é chamado pela doutrina jurídica de poder constituinte derivado reformador.
Apesar de conceder tal poder, a Constituição limita-o, na medida que o § 4º do art. 60 dispõe que não serão sequer objeto de deliberação emendas tendentes a abolir:
- a forma federativa de Estado;
- o voto direto, secreto, universal e periódico;
- a separação dos poderes;
- os direitos e garantias individuais.

Essas são as chamadas cláusulas pétreas, assim chamadas por não poderem ser suprimidas da Constituição, podendo somente terem seu alcance ampliado.
O regramento constitucional sobre reformas adotado na Constituinte de 86-87 foi ditado pela natureza detalhada da Carte, caracterizada pela constitucionalização de uma quantidade significativa de temas e matérias. Isto é, a escolha por um processo de reforma com um quórum qualificado, mas não tão exigente decorreu de uma escolha racional dos constituintes, os quais precisaram inserir um conjunto de demandas sociais que ficaram reprimidas durante a ditadura militar, mas que vieram à tona no momento de participação popular na Constituinte. Dessa forma, em razão das incertezas quanto ao resultado de um processo de constitucionalização material de demandas sociais, optou-se por um processo de emendamento constitucional menos rigoroso para um conjunto de regras constitucionais.
Por essa razão, por meio de proposta feita pelo então Procurador-Geral da República, Sepúlveda Pertence, criou-se um duplo mecanismo de reforma da Constituição, segundo o qual, estavam protegidos, na forma de cláusulas pétreas, os itens consensuais da frente ampla democrática que encabeçou o processo de transição, enquanto o resto dos dispositivos constitucionais sobre reformas sociais, focos de disputa permanente entre progressistas e conservadores, poderia ser livremente emendado.
Nelson Friedrich, relator da Subcomissão de Garantia da Constituição, Reformas e Emendas indicou que “O nosso anteprojeto é o de que o estabelecimento de um prazo, entre os dois turnos, visa a permitir o amadurecimento das decisões, sempre importantes quanto às alterações do texto constitucional. Se investigarmos o Direito comparado, vamos ver que existem disposições, existem mandamentos constitucionais que preveem legislaturas distintas para qualquer alteração na Constituição. Outros países contemplam a exigência de duas sessões legislativas. O sistema que adotamos, no nosso anteprojeto, é menos rigoroso que esses dois grupos, mas um pouco mais do que a Constituição atual, porque compreendemos as mutações políticas, econômicas, sociais e culturais que existem em nosso País”.
O Supremo Tribunal Federal entendeu ser cabível a impetração de mandado de segurança para impedir a tramitação de proposta de emenda à constituição que desrespeite cláusula pétrea, sendo o leading case o Mandado de Segurança 20 257/DF (Relator: Min. Moreira Alves, RTJ 99/1031). Apenas parlamentares são legitimados a impetrar mandado de segurança para esse fim.
Além dessa limitação, o § 1º do art. 60 também proíbe que a Constituição seja emendada quando estiverem vigorando intervenção federal, estado de defesa ou estado de sítio.

### Tipos de emenda
Além das emendas constitucionais regulares, a Constituição, no art. 3º do seu Ato das Disposições Constitucionais Transitórias (ADCT), dispôs que deveria ser feita uma revisão constitucional após cinco anos da promulgação da Constituição. Esta revisão resultou em seis emendas constitucionais de revisão (ECR), que são contadas à parte das demais. Segundo, ainda, o art. 3º do ADCT, a revisão seria aprovada pelo voto da maioria absoluta dos membros do Congresso Nacional, em sessão unicameral.

#### A revisão constitucional de 1993
Nas palavras de Virgílio Afonso da Silva, a expressão “revisão” engloba um processo congregado de reforma constitucional que consiste em uma leitura e revisitação completa do texto constitucional. Espera-se com ele, por exemplo, que seus produtos resultem em uma mudança pontual ou na substituição constitucional estrutural do regime – ou mesmo da Constituição. Em outras palavras, a reforma constitucional tende a assumir uma feição holística e serve para alterar, extensivamente, o texto constitucional proposto pelo poder constituinte originário.
O processo de Emendamento Constitucional, por outro lado, não se confunde com o processo formal de mudança feito a partir da Revisão Constitucional. Para o professor Virgílio Afonso da Silva, a distinção reside no fato de que uma Emenda Constitucional se encarrega de alterações pontuais, circunstanciais ao texto constitucional, ao passo que as Revisões Constitucionais têm uma amplitude dilatada, porquanto podem ensejar a reforma de todo o texto da Constituição. Não obstante a aparente distinção em relação ao seu alcance, o STF decidiu que “emenda ou revisão, como processos de mudança na constituição, são manifestações do poder constituinte instituído e, por sua natureza, limitado. Está a "revisão" prevista no art. 3. do ADCT de 1988 sujeita aos limites estabelecidos no parágrafo 4º e seus incisos, do art. 60, da constituição”.
Durante a Assembleia Nacional Constituinte (ANC) de 1987, os constituintes previram, nos Atos de Disposições Constitucionais Transitórias (ADCT), um prazo definido para que ocorresse a revisão constitucional do texto promulgado em 1988. Para além de regulamentar o período de transição entre os regimes, de modo a suplantar a experiência constitucional anterior, os ADCT estipularam que, após 05 (cinco) anos, contados de sua promulgação, o Congresso Nacional deveria efetuar uma revisão constitucional sobre todo o texto constitucional, mas especificamente sobre o sistema e o regime de governo.
O artigo 3º dos ADCT versava quanto a amplitude e o procedimento da revisão constitucional:
Art. 3º. A revisão constitucional será realizada após cinco anos, contados da promulgação da Constituição, pelo voto da maioria absoluta dos membros do Congresso Nacional, em sessão unicameral.
Entretanto, a revisão constitucional não foi efetiva, tendo em vista que foi capaz de aprovar tão somente seis emendas constitucionais de impacto limitado. Das 17 mil propostas, o Relator da Revisão, Deputado Nelson Jobim, pautou dezenove propostas, doze foram reprovadas e seis aprovadas. A mais importante alteração veio na forma da ECR nº 5, que reduziu o mandato dos Presidentes da República de cinco para quatro anos. A revisão constitucional também se justificava como mecanismo apto a acomodar o eventual resultado do plebiscito estipulado no art. 2º do ADCT, por meio do qual a população brasileira foi consultada a respeito da forma (república ou monarquia) e do sistema de governo (presidencialismo e parlamentarismo) do país. Tendo em vista a decisão que resultou na manutenção de um arranjo republicano (86.60%) e presidencialista (69.20%), bem como a decisão do STF que impôs às ECR os mesmos limites materiais direcionados ao processo de emendamento constitucional, a importância do Congresso revisor foi reduzida. Somam-se aos elementos expostos acima, o baixo interesse do Presidente Itamar Franco em promover reformas institucionais profundas, em razão da natureza transitória de seu governo pós-impeachment de Collor, e o estouro do escândalo dos Anões do Orçamento, que serviu para ofuscar os debates constitucionais em torno dos temas e a levar o desinteresse do Congresso em promover reformas constitucionais estruturais em razão da criação da CPI do orçamento.

#### Tratados internacionais com força de Emendas Constitucionais
Há, ainda, um terceiro tipo de normas com nível de emendas constitucionais. A Emenda Constitucional nº 45, de 2004, adicionou o § 3º ao art. 5º da Constituição: é a chamada Cláusula de Abertura Material, que dispõe que tratados e convenções internacionais de direitos humanos aprovados com o mesmo rito de aprovação de emendas constitucionais têm força de emendas. Valerio Mazzuoli destaca que, tendo força de emendas, tais tratados se juntam à constituição, e passam, por força do art. 5º, § 2º, a fazer parte do rol de direitos fundamentais, que, por sua vez, têm caráter de cláusula pétrea e não podem ser derrogados, segundo o art. 60, § 4º, IV da Constituição. Logo, tais tratados não poderão ser denunciados, nem com aprovação do Congresso Nacional.

### Processo legislativo

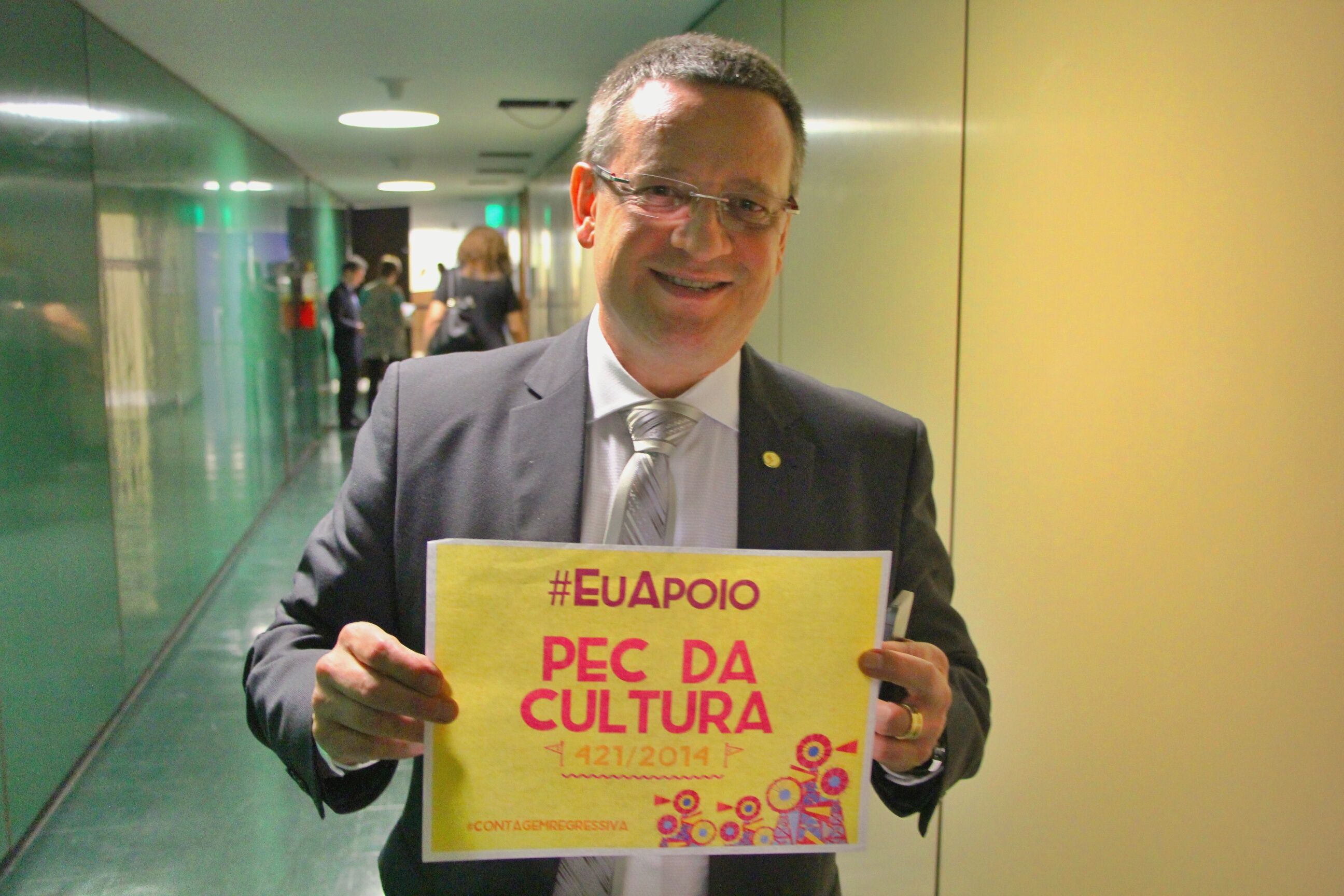
Um congressista brasileiro defendendo uma PEC em 2014.

No Brasil, as alterações do texto constitucional têm início com uma propostas de emenda à Constituição (PEC), conforme previsão do art. 60 da Constituição Federal de 1988. A emenda deve ser proposta por no mínimo ⅓ (um terço) dos membros da Câmara dos Deputados ou do Senado Federal; pelo Presidente da República; ou por mais da metade das Assembleias Legislativas das unidades da Federação, manifestando-se, cada uma delas, pela maioria relativa (isto é, maioria simples) de seus membros.
As PECs devem observar uma tramitação especial e pode ser apresentada segundo dicção do artigo 60 da Constituição Federal: I - de um terço, no mínimo, dos membros da Câmara dos Deputados ou do Senado Federal; II - do Presidente da República; III - de mais da metade das Assembleias Legislativas das unidades da Federação, manifestando-se, cada uma delas, pela maioria relativa de seus membros. Seu trâmite tem início com o despacho pelo Presidente do Legislativo para a Comissão de Constituição, Justiça e Cidadania que tem o prazo de cinco sessões legislativas para a devolução da proposta à Mesa da Câmara com o respectivo parecer sobre a admissibilidade da mesma.
Tendo em vista que significativa parcela das normas constitucionais diz respeito à institucionalização de políticas públicas, desde a sua área de incidência, até o seu financiamento, o Presidente da República precisa alterar o texto constitucional para solucionar problemas contextuais decorrentes de alterações nos cenários econômicos internacional e nacional. Por essa razão, o Presidente e sua coalizão congressual despontam como os principais proponentes de PECs no Brasil. Ainda que haja uma maior concentração de PECs oriundas do Congresso Nacional, isso não significa que elas não tiveram apoio do Executivo, ou que não foram propostas por aliados da base do Governo.
| Iniciativa               | Nº de Emendas Constitucionais | %    |
| ------------------------ | ----------------------------- | ---- |
| Presidente da República  | 25                            | 25%  |
| Senado                   | 39                            | 39%  |
| Câmara dos Deputados     | 36                            | 36%  |
| Assembleias Legislativas | 0                             | 0%   |
| Total                    | 100                           | 100% |

Caso seja considerada inadmissível, a PEC é arquivada ou o autor da proposta poderá - com o apoio de um terço da composição da Câmara ou de sua representação, desde que cumpra o número mínimo exigido de assinaturas - requerer a deliberação do plenário sobre a preliminar de admissibilidade.
Admitida, porém, as PEC recebem emendas na comissão temporária designada pela Comissão de Justiça para exame do mérito, no prazo de quarenta sessões da Câmara dos Deputados. As emendas à emenda constitucional só podem ser apresentadas durante as dez primeiras sessões na respectiva comissão para relatoria e parecer no prazo estabelecido.
O Regimento Interno da Câmara dos Deputados não se manifesta quanto ao exame de admissibilidade de emendas a proposta de emenda à Constituição. Entretanto, a orientação tem sido no sentido de que cabe à comissão especial fazer esta análise e emitir parecer.
Aprovado pela maioria absoluta dos membros da comissão temporária, o parecer do relator será publicado e, só então, a PEC será incluída na "Ordem do Dia" da Câmara dos Deputados e submetida a dois turnos de discussão e votação, com intervalo de cinco sessões entre um e outro. Aprovada na Câmara, a PEC é encaminhada ao Senado Federal para apreciação em dois turnos.
Fundamentada nos Regimentos Internos das duas Casas (Câmara dos Deputados, artigo 203; e Senado Federal, artigo 367), a proposta de emenda à Constituição que for aprovada com emendas pela Casa revisora (Senado) voltará a tramitar na Câmara como proposta nova e será despachada para a Comissão de Justiça. Se aprovada em definitivo por ambas as casas (Congresso Nacional), o Senado convocará sessão conjunta das duas Casas para promulgação da emenda. Não havendo norma específica, são aplicáveis às propostas de emenda à Constituição as disposições regimentais relativas ao trâmite e apreciação dos projetos de lei em geral.
Conforme o descrito acima, de acordo com o ordenamento jurídico vigente, não está explicitamente prevista a iniciativa popular para propor emendas à Constituição. Cumpre destacar, no entanto, que há debate doutrinário quanto ao seu cabimento. Os posicionamentos divergentes podem ser ilustrados por meio do esforço argumentativo de dois autores clássicos da doutrina constitucional brasileira: José Afonso da Silva e Paulo Bonavides. De um lado, José Afonso da Silva critica a falta de previsão normativa expressa e aponta que é possível interpretar sistematicamente a Constituição de 1988 para admitir propostas de emenda à Constituição de iniciativa popular. In verbis:
"A Constituição não introduziu inovação de realce no sistema de sua modificação. Até a votação no Plenário, anteprojetos e projetos admitiam, expressa e especificamente, a iniciativa e o referendo populares em matéria de emenda constitucional. No Plenário, contudo, os conservadores derrubaram essa possibilidade clara que constava do § 22 do art. 74 do Projeto aprovado na Comissão de Sistematização. Não está, porém, excluída a aplicação desses institutos de participação popular nessa matéria. Está expressamente estabelecido que o poder que emana do povo será exercido por meio de representantes ou diretamente (art. 1º, parágrafo único), que a soberania popular será exercida também por referendo e iniciativa populares (art. 14, II e III) e que cabe ao Congresso Nacional autorizar referendo sem especificação (art. 49, XV), o que permite o referendo facultativo constitucional. Vale dizer, pois, que o uso desses institutos, em matéria de emenda constitucional, vai depender do desenvolvimento e da prática da democracia participativa que à Constituição alberga como um de seus princípios fundamentais.
[...]
Pelo citado art. 60, L II e III, Lê-se que a Constituição poderá ser emendada por proposta de iniciativa: (1) de um terço, no mínimo, dos membros da Câmara dos Deputados ou do Senado Federal; (2) do Presidente da República; (3) de mais da metade das Assembleias Legislativas das unidades da Federação, manifestando-se cada uma delas, pela maioria relativa de seus membros, retomando, aqui, uma regra que vinha desde a Constituição de 1891, suprimida pela de 1969, regra que não teve uma única aplicação nesses cem anos de República; (4) popular, aceita a interpretação sistemática referida acima, caso em que as percentagens previstas no §2º do art. 61 serão invocáveis, ou seja, a proposta de emenda terá que ser subscrita por, no mínimo, um por cento do eleitorado nacional, distribuído pelo menos em cinco Estados, com não menos de zero vírgula três por cento dos eleitores de cada um deles. Repita-se que esse tipo de iniciativa popular pode vir a ser aplicado com base em normas gerais e princípios fundamentais da Constituição, mas ele não está especificamente estabelecido para emendas constitucionais como o está para as leis (art. 61, § 2º). [grifos acrescidos]"

Por outro lado, ao estabelecer a distinção entre poder constituinte originário e derivado, Paulo Bonavides argumenta que o poder constituinte derivado deve estar rigidamente submetido às limitações constitucionais, sob pena de ferir a constitucionalidade da iniciativa:
"Afigura–nos porém que a questão se atenuará desde que consagramos, com o necessário rigor, a distinção entre poder constituinte originário e poder constituinte derivado, conforme temos seguido e observado. O primeiro, entendido como um poder político fora da Constituição e acima desta, de exercício excepcional, reservado a horas cruciais no destino de cada povo ou na vida das instituições; o segundo como poder jurídico, um poder menor, de exercício normal, achando-se contido juridicamente na Constituição e sendo de natureza limitado. Não poderá ele sobrepor-se assim ao texto constitucional. É óbvio pois que a reforma da Constituição nessa última hipótese só se fará segundo os moldes estabelecidos pelo próprio figurino constitucional; o constituinte que transpuser os limites expressos e tácitos de seu poder de reforma estaria usurpando competência ou praticando ato de subversão e infidelidade aos mandamentos constitucionais, desferindo, em suma, verdadeiro golpe de Estado contra a ordem constitucional."
Atualmente, prevalece o último entendimento apresentado, qual seja: a iniciativa popular para propor emendas à constituição não é possível sem a sua expressa previsão no texto constitucional. Nesse sentido, durante o julgamento da ADI 825/AP, o Supremo Tribunal Federal reconheceu que é constitucional a previsão da iniciativa popular para emendas às constituições estaduais, em prestígio ao princípio da soberania popular e do exercício da Democracia Direta (art. 1º, parágrafo único, art. 14, I e III, e art. 49, XV, da CF). Em outros termos, a Constituição de um Estado pode prever emendas ao seu próprio texto por iniciativa popular, mas não são admitidas emendas de iniciativa popular à Constituição da República, em razão da falta de previsão textual expressa.

### Processo de votação
A emenda constitucional (EC) é resultado de um processo legislativo especial mais laborioso do que o ordinário previsto para a produção das demais leis.
O processo legislativo de aprovação de uma emenda à Constituição está estabelecido no artigo 60 da Constituição Federal e compreende, em síntese, as seguintes fases:
a) apresentação de uma proposta de emenda, por iniciativa de um dos legitimados (art. 60, I a III);
b) discussão e votação em cada Casa do Congresso Nacional, em dois turnos, considerando-se aprovada quando obtiver, em ambos, o mínimo de três quintos dos votos dos membros de cada uma delas (art. 60, § 2º), isto é, 308 deputados e 49 senadores;
c) sendo aprovada, será promulgada pelas Mesas das Câmara dos Deputados e do Senado Federal, com o respectivo número de ordem (art. 60 parágrafo 3º);
d) caso a proposta seja rejeitada ou havida por prejudicada, será arquivada, não podendo a matéria dela constante ser objeto de nova proposta na mesma sessão legislativa (art. 60, § 5º) (Irrepetibilidade Absoluta).
Em regra, a tramitação de uma proposta de Emenda à Constituição (PEC) tem início na Câmara dos Deputados (CD). Apenas excepcionalmente, caso tenha sido apresentada por Senadores (CF, art. 60, I) ou por Assembleias Legislativas (CF, art. 60, III), uma PEC poderá ter início no próprio Senado Federal. O respectivo processo legislativo na CD inclui: a) exame de admissibilidade pela Comissão de Constituição e Justiça e Cidadania (CCJ); b) exame de mérito por Comissão Especial; e c) votação no plenário.
Uma vez apresentada na Câmara dos Deputados, a proposta tem sua admissibilidade examinada pela Comissão de Constituição e Justiça e Cidadania, a qual pode se manifestar pela sua: a) rejeição, b) aprovação com ressalvas ou c) aprovação na íntegra (Regimento Interno da Câmara dos Deputados – RICD, art. 32, IV, b). Ou seja, em um momento inicial, a CCJ avalia se a PEC está, ou não, de acordo com as já mencionadas limitações à reforma constitucional, e se foi proposta por ente legitimado. Nessa etapa de apreciação, serão aceitas emendas à proposta por parte dos congressistas, mas somente de caráter saneador.
Na hipótese da proposta ser inadmitida ainda na CCJ da CD, o seu autor poderá requerer apreciação preliminar pelo plenário, desde que conte com o apoio de líderes partidários que representem, pelo menos, 1/3 dos Deputados (art. 202, §1º, RICD). Caso contrário, a decisão será terminativa e a PEC arquivada. Caso o parecer da CCJ seja parcial ou integralmente favorável, a proposta é enviada para exame de mérito em Comissão Especial, não permanente, portanto, designada especial e temporariamente para esse fim, que elaborará manifestação não vinculante destinada a orientar a decisão do plenário.
Posteriormente, a proposta segue para votação em plenário, e só será considerada aprovada caso reúna votos favoráveis de, pelo menos ⅗, do total de Deputados Federais (isto é, pelo menos 308 votos favoráveis) em dois turnos (duas vezes) com o intervalo de cinco sessões entre eles (RICD, art. 202, §5º). Esse quorum de aprovação é considerado pela dogmática jurídica como sendo extremamente qualificado, sendo mais rigoroso do que o exigido para a aprovação de uma Lei Complementar (maioria absoluta, que considera o voto da maioria dos membros da casa) e Ordinária (maioria simples, que considera apenas a maioria dos votantes presentes, desde que a sessão seja instalada com a maioria absoluta do total de votantes). Caso aprovada na Câmara dos Deputados, a proposta é enviada ao Senado Federal, onde tramita conforme regras próprias (sobre o tema, ver Regimento Interno do Senado Federal - RISF). 
No Senado, primeiramente, a PEC tem todos os seus aspectos (formais e substanciais) analisados pela Comissão de Constituição e Justiça e Cidadania (CCJ), a qual deverá se manifestar quanto a sua admissibilidade e aprovação no prazo de 30 (trinta) dias (art. 356 do RISF). 	Em seguida, se for admitida, a PEC é enviada ao Plenário, que também deverá se manifestar em dois turnos quanto à aprovação da espécie, no intervalo mínimo de 5 (cinco) dias leis entre as votações (art. 362 do RISF). Será considerada aprovada a proposta que reunir a aprovação de pelo menos 3/5 do total de Senadores (49) em cada um dos turnos de votação. 
Câmara e Senado regulamentaram distintamente o prazo que separa os dois turnos de votação, o primeiro estipulou um espaço de cinco sessões, enquanto o último, demanda apenas que se passem cinco dias úteis. O Senado, em certa ocasião, realizou ambas as sessões no mesmo dia, o que motivou o questionamento judicial da EC por violação do Regimento Interno senatorial. Alegando a impossibilidade de intrometer-se em assuntos interno ao Senado, o STF decidiu que “A Constituição Federal de 1988 não fixou um intervalo temporal mínimo entre os dois turnos de votação para fins de aprovação de emendas à Constituição (CF, art. 62, §2º), de sorte que inexiste parâmetro objetivo que oriente o exame judicial do grau de solidez da vontade política de reformar a Lei Maior. (...). Inexistência de ofensa formal à Constituição brasileira”.
Vale mencionar que há um bicameralismo mais rigoroso na tramitação de uma PEC, já que precisa existir um consenso entre as Casas Legislativas sobre o texto aprovado. Caso haja alteração no texto da proposta por uma das Casas, ela será enviada para a outra, que não poderá avançar unilateralmente na tramitação (diferentemente do que ocorre no processo legislativo de leis ordinárias e complementares, por exemplo, em que a Casa iniciadora pode decidir não acolher emendas feitas pela Casa revisora, enviando o texto legal para a sanção presidencial). 
Em se tratando de aprovação integral do texto (o que pressupõe, conforme explicado acima, que ambas as Casas aprovaram o mesmo texto), haverá comunicação à Câmara dos Deputados e será convocada sessão conjunta no Congresso Nacional. Nesse sentido, outro detalhe importante sobre as Propostas de Emenda à Constituição é que não há a participação do Presidente da República em seu processo legislativo, o que marca novamente uma distinção em relação à tramitação dos projetos de lei, que são enviados ao Presidente da República para sanção e, caso sancionados, são promulgados e publicados em regra pelo próprio Presidente, passando a existir no mundo jurídico enquanto lei. Já no caso de uma PEC, após a aprovação bicameral, o próprio Congresso Nacional promulga e publica a emenda que dela resultou (representado pelas Mesas do Senado Federal e da Câmara dos Deputados). Do ponto de vista teórico, esse procedimento legislativo, que exclui o Presidente da República dos momentos finais de aprovação da Emenda Constitucional, justifica-se pelo fato de aquele ente político não ser o titular do Poder Constituinte derivado reformador.

#### Emendas à PEC
O conteúdo das propostas pode sofrer alterações ao longo da tramitação nas Casas Legislativas. Esse processo deve observar algumas regras. Em primeiro lugar, a emenda deve contar com a aprovação de, pelo menos, 1/3 dos parlamentares na Casa em que tiver sido proposta, e, uma vez editado, o texto deverá ser novamente votado em dois turnos na Casa de origem, reiniciando a deliberação a partir da Comissão Especial, tratando-se de remessa à Câmara dos Deputados.

### Limitações ao poder de reforma constitucional
De maneira geral, depreende-se do texto constitucional que existem limitações de duas ordens à reforma constitucional no ordenamento jurídico brasileiro: as de ordem material, por exemplo, que dizem respeito ao conteúdo das emendas; enquanto, por outro lado, as de ordem formal se referem ao procedimento de aprovação. Vejamos a seguir mais detidamente cada uma delas.

#### De ordem material
Conforme escolha feita pelo constituinte de 87-88, foi estabelecido um conjunto de matérias constitucionais que não podem ser atingidas pelas reformas constitucionais. Isso porque não poderão, sequer, ser objeto de deliberação em eventuais Propostas de Emenda à Constituição. Trata-se, portanto, de um núcleo rígido e intocável, que, segundo o entendimento legislativo e doutrinário, traduz a essência da Constituição pátria, e que, em razão disso, não poderá ser modificado sem que isso signifique a dissolução da identidade deste diploma jurídico. Tais matérias, popularmente conhecidas como cláusulas pétreas, encontram-se descritas no §4º, art. 60, da Constituição Federal. Leia-se:
```
 Art. 60, §4º. Não será objeto de deliberação a proposta de emenda tendente a abolir:
 I – a forma federativa de Estado;
 II – o voto direto, secreto, universal e periódico;
 III – a separação dos poderes;
 IV – os direitos e garantias individuais.
```

#### De ordem formal
Já as limitações de ordem formal convergem na exigência de um processo legislativo especial para a aprovação de emendas constitucionais, previsto no já mencionado art. 60 da Constituição da República, que conta com critérios mais rígidos e dificultosos quando comparados ao procedimento previsto para a promulgação das leis ordinárias. Além disso, conforme determinado pelo §1º, art. 60, da Constituição Federal, o texto constitucional não poderá ser reformado durante a vigência de intervenção federal, estado de defesa ou estado de sítio.
A Constituição da República, a partir de 1992, sofreu emendas anuais, com exceção do ano de 2018, por conta da intervenção federal no Estado do Rio de Janeiro (Fevereiro de 2018 a Janeiro de 2019) instituída por meio do Decreto n.º 9.288, durante o Governo do Presidente Michel Temer.

### Entrada em vigor
A emenda constitucional entra em vigor na data de sua publicação, já que é norma constitucional, não se sujeitando à vacatio legis (tempo de espera até a entrada em vigor) de 45 dias prevista na Lei de Introdução às Normas do Direito Brasileiro (Lei nº 4 657/1942), art. 1º, porém, reservada a possibilidade de se estipular diferentemente, conforme a Lei Complementar nº 95/1998, art. 8º.

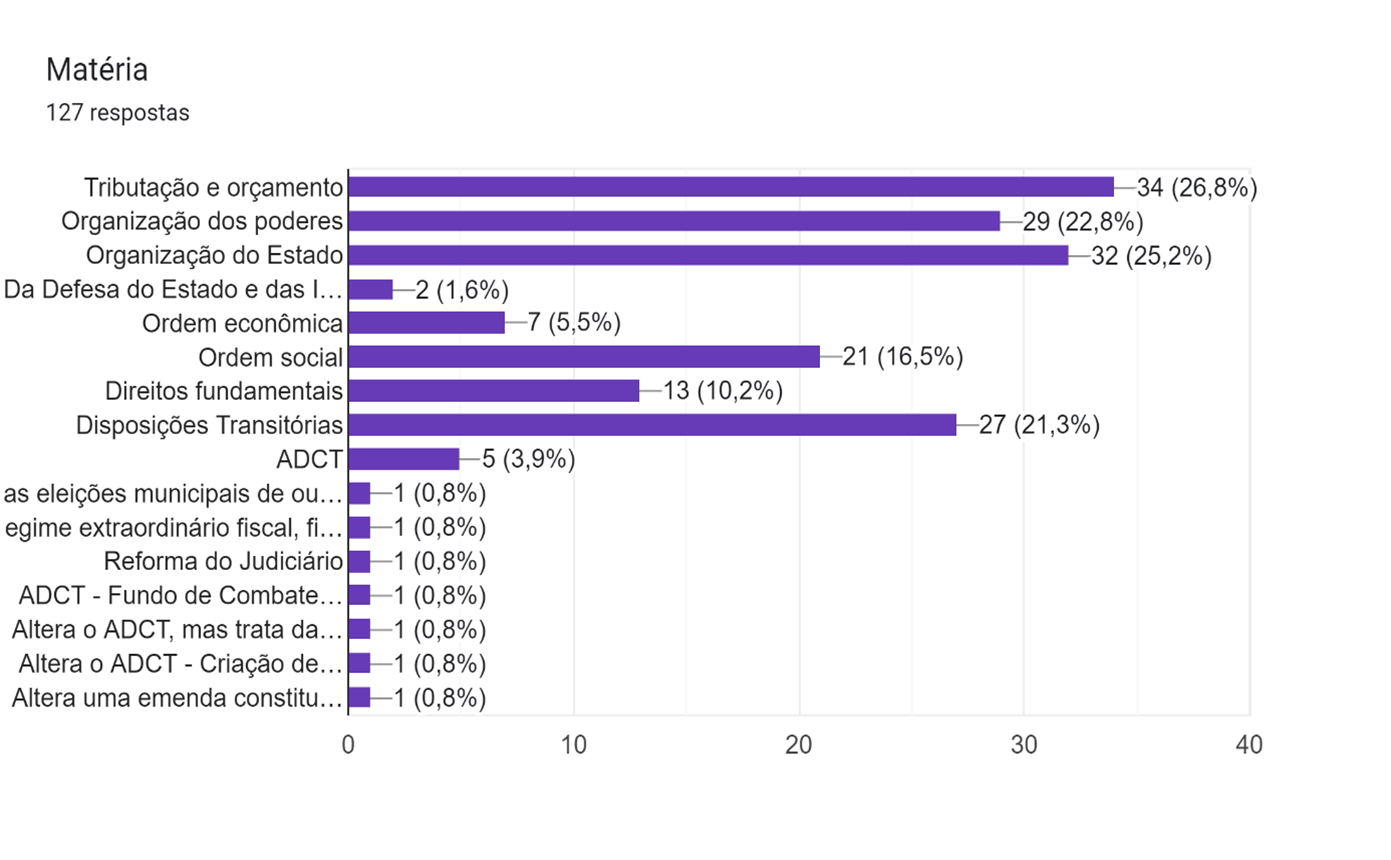
Emendas Constitucionais e seus respectivos temas.

## Emendas Constitucionais, Políticas Públicas e governabilidade
No Brasil, as Emendas Constitucionais, para além de sua função modificadora do texto formal da constitucional, desempenham um papel proeminente no desenvolvimento e implementação das políticas públicas que formam a base das agendas políticas do Presidente da República de turno e de sua base de apoio congressual.
A Constituição Federal de 1988 constitucionalizou, em algumas de suas normas, políticas públicas, isto é, programas de ação destinados ao Poder Público visando a implementação de determinado direito social. Isso importa dizer que a constituição brasileira incorporou em seu texto, não apenas regras destinadas a orientar, de modo abstrato e geral, as ações dos agentes públicos e a organização das estruturas do poder, mas também estabeleceu diretrizes concretas para o modo como seus objetivos sociais deverão ser cumpridos na atuação política do Estado.
A constitucionalização de políticas públicas, todavia, importou em constrangimento aos gestores públicos federais que se sucederam desde a promulgação da Constituição, pois estes precisaram rever e alterar o texto constitucional para pôr em prática seus programas de governo, com base em seus vieses político-ideológicos. Desse modo, quando um determinado grupo político é alçado ao poder na esfera federal, sua capacidade de ação e de governo dependem da alteração formal da Constituição com vistas a inserir, suprimir ou modificar, o conteúdo das políticas públicas.
O engessamento da agenda política nacional causado pelo grande número de dispositivos relativos à políticas públicas inscritos na Constituição e a dificuldade procedimental de se alterarem esses dispositivos pelos governos, no sentido de realizarem os seus programas eleitos, faz com que o campo de batalha das disputas políticas mais importantes da República seja transposto para a produção da política constitucional, em detrimento da política ordinária feita por meio de leis ordinárias e complementares.
Não por outra razão, estudos apontam que a maior parte das Emendas Constitucionais editadas no país dizem respeito à tributação e orçamento, ou seja, em síntese, a respeito do perfil e financiamento de políticas públicas.
| Governo Federal           | Nº de Emendas Constitucionais |
| ------------------------- | ----------------------------- |
| COLLOR (1990-1992)        | 2                             |
| ITAMAR FRANCO (1992-1994) | 2                             |
| FHC 1 (1995-1998)         | 13                            |
| FHC 2 (1999-2002)         | 22                            |
| LULA 1 (2003-2006)        | 14                            |
| LULA 2 (2007-2010)        | 14                            |
| DILMA 1 (2011-2014)       | 9                             |
| DILMA 2 (2015-2016)       | 16                            |
| TEMER (2016-2018)         | 7                             |
| BOLSONARO (2019-2022)     | 29                            |
| Total                     | 128                           |

A necessidade de operar, constantemente, no plano da política de produção de normas constitucionais acarreta consequências para a governabilidade do país, aqui entendida como a capacidade dos governantes de executarem suas funções e seus objetivos políticos por meio de suas relações com os Congresso Nacional. Uma vez que as políticas públicas pretendidas para a atuação concreta do Poder Público sobre educação, saúde e previdência, por exemplo, estão, em larga medida, constitucionalmente estabelecidas e que uma alteração no curso político do país necessitará, por conseguinte, de alterações na Constituição, a base política necessária para que o executivo consiga governar deve operar no patamar elevado dos três quintos requisitados em ambas as casas para que se aprove uma PEC.
Portanto, os presidentes da república precisam formar grandes coalizões instáveis para a implementação dessas políticas públicas de impacto constitucional, uma vez que, geralmente, o partido de filiação do Presidente da República e os que apoiaram sua chapa conseguem eleger pouco mais de 20% do Congresso Nacional. A tarefa não é simples, em razão da fragmentação partidária característica da política brasileira, impulsionada pelo pluripartidarismo e pela influência do bloco suprapartidário conhecido na literatura especializada, e popularmente, como “centrão”.

## O Controle de Constitucionalidade das Emendas Constitucionais
Em razão do tipo de constitucionalização, a qual privilegia normas dirigentes; políticas públicas de financiamento de direitos sociais e regras jurídicas detalhadas, há um grande incentivo para que, a depender da conjuntura econômica nacional e internacional, a constituição seja formalmente emendada, o que, por consequência, pode gerar a judicialização desse processo político.
A Constituição de 1988 não atribuiu, expressamente, competência ao STF para realizar o controle de constitucionalidade de Emendas Constitucionais, mecanismo, até hoje, outorgado a pouquíssimas cortes constitucionais. Ancorado na expressão constitucional “tendente a abolir” presente no art. 60, § 4º, que impede a deliberação de PECs que afetem as cláusulas pétreas, o STF considerou ser possível realizar o controle de constitucionalidade de Emendas Constitucionais cuja tendência seja a de aboli-las. 
A primeira vez em que a Corte sugeriu a possibilidade de fiscalizar emendas constitucionais ocorreu na ADI 466, que acabou não sendo conhecida em razão da falta de objeto com força normativa, logo o poder de fiscalizar a emenda não foi exercido, mas em cuja ementa é possível extrair o seguinte:
“A impossibilidade jurídica de controle abstrato preventivo de meras propostas de emenda não obsta a sua fiscalização em tese quando transformadas em emendas à Constituição. Estas (...) não estão excluídas (...) do âmbito do controle sucessivo ou repressivo de constitucionalidade. O Congresso Nacional, no exercício de sua atividade constituinte derivada e no desempenho de sua função reformadora, está juridicamente subordinado à decisão do poder constituinte originário que, a par de restrições de ordem circunstancial, inibitórias do poder reformador ( CF, art. 60, § 1º), identificou, em nosso sistema constitucional, um núcleo temático intangível e imune à ação revisora da instituição parlamentar. As limitações materiais explícitas, definidas no § 4º do art. 60 da Constituição da Republica, incidem diretamente sobre o poder de reforma conferido ao Poder Legislativo da União, inibindo-lhe o exercício nos pontos ali discriminados. A irreformabilidade desse núcleo temático, acaso desrespeitada, pode legitimar o controle normativo abstrato, e mesmo a fiscalização jurisdicional concreta, de constitucionalidade."
O poder autoconferido de controlar a constitucionalidade de Emendas Constitucionais foi empregado, inicialmente, quando do julgamento da ADI 939, que tinha como objeto a Emenda Constitucional n. 03, de 17.03.1993. A referida emenda instituiu o Imposto Provisório sobre a Movimentação ou a Transmissão de Valores e de Créditos e Direitos de Natureza Financeira – I.P.M.F (IPMF). A autorização para sua criação por emenda constitucional objetivou afastar o referido imposto das exigências previstas na própria Constituição da República, como a anterioridade, o respeito às imunidades, e as demais limitações constitucionais ao poder de tributar. 
De 1988 a 2018, foram propostas 123 Ações Diretas de Inconstitucionalidade em face de emendas constitucionais, a demonstrar que nem todas as mudanças formais feitas à Constituição da República desafiaram o controle de constitucionalidade, uma vez que apenas 35 emendas foram objeto múltiplas contestações perante o STF. As EC 41 e 45, por exemplo, que tratavam, respectivamente, sobre reforma previdenciária e do Judiciário, foram responsáveis por 25 e 26 das ADIs propostas. A maior parte das ações diretas propostas contra Emendas Constitucionais (15) estava centrada em temas fiscais e tributários, matérias, como visto acima, objeto constante de reformas constitucionais.
Das 123 ações propostas, contabilizadas até 2021, 38% não foram conhecidas, 30% não foram julgadas e 11% foram julgadas improcedentes. Em 20%, por outro lado, houve manifestação da corte no sentido de acolher, liminarmente ou parcialmente, os pedidos feitos nas ações diretas. O que quer dizer, portanto, que em um quinto dos casos, a Corte Suprema impediu, no todo ou em parte, o processo de mudança constitucional formal de 15 emendas constitucionais, das 35 que foram alvo de ADIs. Um número que, a partir de uma perspectiva comparada, pode ser considerado como elevado.
Os dados sobre a contestação judicial das Emendas Constitucionais perante o STF apontam para o uso frequente das ADIs como mecanismo apto a questionar o processo de reforma constitucional formal no Brasil, algo que pode ser creditado, entre outros fatores, ao próprio perfil de produção frequente de política constitucional. Há muitos questionamentos judiciais sobre a constitucionalidade de Emendas Constitucionais, porque sua produção é considerável e perfaz-se como movimento político necessária para a concretização e implementação de políticas públicas de um Governo Federal de turno. Por fim, como visto acima, as Emendas Constitucionais servem para constitucionalizar alguns temas e alterar outros, ampliando o texto constitucional, o que pode explicar a elevada taxa de contestações aos tópicos acrescidos ou alterados da Constituição.